# Codex Bobiensis

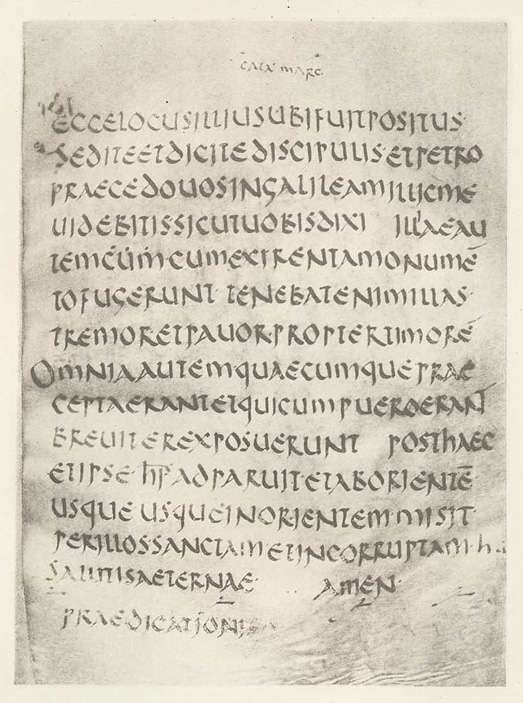
Codex Bobiensis, Ende des Markus-Evangeliums

Der Codex Bobiensis (Siglum k, Nr. 1 nach Beuron) ist eine Handschrift, die etwa um 400 entstand. Sie enthält den Text des Evangeliums des Markus 8.8–16.9 und den des Evangeliums nach Matthäus 1.1–15.36 in einer der frühesten Fassungen der Vetus Latina.
Der Text repräsentiert den afrikanischen Texttyp. Er war möglicherweise die Abschrift eines Papyrus aus dem 2. Jahrhundert. Er hat große Übereinstimmung mit Zitaten in den Schriften von Cyprian von Karthago im 3. Jahrhundert.
Die Handschrift endet nach Mk 16.8 mit einem eigenen Schluss, die meisten anderen Handschriften enthalten noch die Verse 9–20.
Nach Mk 16.3 folgt nur in dieser Handschrift ein Zusatz: „ab osteo? Subito autem ad horam tertiam tenebrae diei factae sunt per totum orbem terrae, et descenderunt de caelis angeli et surgent (-ntes?, -nte eo?, surgit?) in claritate vivi Dei (viri duo? + et) simul ascenderunt cum eo, et continuo lux facta est. Tunc illae accesserunt ad monimentum.“.
Die Handschrift befand sich in der Abtei Bobbio in Italien. Heute wird sie in der Biblioteca Nazionale in Turin, Signatur G VII 15 (ehem. CVII saec. IV), aufbewahrt.

## Text
- Konstantin von Tischendorf: Wiener Jahrbücher, 1847.
- Adolf Jülicher, Walter Matzkow, Kurt Aland (Hrsg.). Itala: Das Neue Testament in altlateinischer Überlieferung. Walter de Gruyter, Berlin 1938–1972.